# Hortipes machaeropolion
Hortipes machaeropolion là một loài nhện trong họ Corinnidae.
Loài này thuộc chi Hortipes. Hortipes machaeropolion được miêu tả năm 2000 bởi Bosselaers & Rudy Jocqué.